# Paul Louka
Pour les articles homonymes, voir Delporte.
Paul Louka, de son vrai nom Vital-Paul Delporte, né le 17 août 1936 à Marcinelle (province de Hainaut), mort le 23 juillet 2011 à Montignies-sur-Sambre, est un auteur-compositeur-interprète, comédien, écrivain, peintre, et saltimbanque belge engagé.

## Biographie

### Jeunesse et formation
Vital-Paul Ghislain Delporte naît le 17 août 1936 à Marcinelle,,. Il grandit près de ses frères Charles et Jacques. Plus tard, Charles s'adonnera à la peinture et Jacques, instituteur à la poésie connu sous le nom de plume Jacques Viesvil, parolier de plusieurs de ses chansons. Louka s'oriente initialement vers les arts plastiques.

### Chanteur
En 1959, après une rencontre avec Jacques Brel, il se rend à Paris où il se produit durant trois ans de cabaret en cabaret (Chez Moineau, La Bolée, Ma cousine, La Colombe, Le Cheval d'Or, le Port du Salut, L'Échelle de Jacob, La Tête de l'art, Les Trois Baudets, etc.). Il rencontre des artistes tels que Raymond Devos ou les Frères Jacques et entame à partir de 1962 une grande amitié avec Georges Brassens, dont il assure la première partie de son spectacle à Bobino. Il fait également l'avant-première de Juliette Gréco. Sa chanson Tante Sarah est notamment reprise par l'actrice Lucienne Troka.

### Autres activités
Il accorde un intérêt marqué pour la question des droits d’auteur. il est administrateur de 1985 à 1996, puis administrateur délégué (de janvier 1996 à décembre 2009) de la Société belge des auteurs, compositeurs et éditeurs (SABAM), président du concours Octaves de la musique de 2005 à 2010. Il est également le cousin germain d'Yvan Delporte, figure marquante de la bande dessinée belge et du Journal de Spirou. Il sera lui-même un auteur de bande dessinée en assurant le scénario et le dessin d'un court récit de 6 planches intitulé Aldous Clinsky et publié dans le journal Tintin en 1975.
Paul Louka monte sur la scène des Francofolies en 2003 en compagnie d'autres artistes belges dans le cadre d'un hommage rendu à Pierre Rapsat.

### Décès
Il meurt dans la nuit du vendredi 22 au samedi 23 juillet 2011 à son domicile, à l'âge de 74 ans,. Artiste très engagé, homme de gauche et franc-maçon, il est un temps vénérable maître de la loge La Charité à Charleroi. Son hommage maçonnique a lieu au crématorium de Gilly.

## Œuvre

### Répertoire de ses chansons
- Adieu Louise
- Alleditouadi (Tous pour Toots !)
- Allez France !
- Allez viens
- Aquarelle (Introduction musicale)
- Arrêtez le monde
- Au fil des jours
- Avec Yvonne
- Ballade en 3 temps pour un gars qui en a complètement ras le bol et qui envisage sérieusement de se retirer sur une île déserte
- Ballade pour l'an 2000
- Caméléon (pas con, pas con)
- Ce matin, un enfant
- Ce n'est pas la faute aux poètes
- Cerise[4]
- Ces demoiselles
- C'est ainsi qu'on les aime
- Chanson bilingue
- Chez maman
- Chut !
- Cœur contre cœur
- Comme tout le monde
- Copain Jules
- De bois (Les dispositions)
- De vous à moi
- Dis papa ? (Message d'un papa-robot ABX 2001)
- Du côté de…
- Elle habitait chez ses enfants
- Et l'amour dans tout ça ?
- Et tant pis
- Fils unique
- Flash back
- Fuga nova
- Grenelle
- Homme-enfant
- Il dort
- Instituteur
- Introduction Ch 4
- J'ai deux gosses abracadabrants, avec Thomas et Nicolas
- J'ai perdu, je suis
- Java juju
- Je dis qu'il faut laisser
- Je ne suis personne
- Je reviendrai
- Je suis un enfant
- Je suis venu (avec ou sans veston)
- Jésus-Lénine
- Jules
- L’Antilope
- L’Assassin
- L’Espérance
- L’Hôpital
- L’illusionniste
- La Barrique
- La Chamade
- La Demoiselle
- La Femme à Jean
- La Garce
- La P'tite Rengaine
- La Rivière
- La Tête noire
- La Vie ma rose et moi
- Le Bavard
- Le Bidule
- Le Canard
- Le Cœur mouillé
- Le Cœur qui louche
- Le Jardin face à la mer
- Le Printemps de Prague
- Le Propriétaire
- Le P'tit Léon
- Le Satellite
- Le Sauvageon
- Le Temps des cerises
- Le Temps des mignons
- Le Veinard et le roi
- Le Vieux Marin
- Le Voyageur
- Les Américains
- Les Amis de nos amis
- Les Clous
- Les Marchands d'oiseaux
- Les Martiens (la fille de mon voisin)
- Les Mirlitons
- Les Pomm'pommes
- Libre sur Sambre
- Linda
- Ma Colombine
- Ma guitare n'est plus espagnole
- Ma muse est morte
- Marcinelle[4]
- Midi-minuit (instrumental)
- Mon aventure
- Mon requin à moi
- Motus (Les sujets défendus)
- Mourir l'été
- Ne pas y penser
- Ne pleure pas
- On court et on cavale
- On s'aime
- Pas plus haut que trois pommes
- Petite Leila
- Petite liberté
- Plus de cent fois
- Pour des prunes
- Quand les vaches
- Quelqu'un d'importance
- Rendez-vous
- Respire !
- Rêveurs et menteurs
- Rien dit du tout !
- Rosalie
- Sacramento
- Sans nouvelles
- Saragosse[4]
- Signature
- S'il avait été un arbre
- Sous mon chapeau, suivi de Vous mes chevaux
- Tante Sarah
- T'en fais pas Mémé !
- Toi
- Tout compte fait…
- Tout est beauté
- Un, deux, trois…
- Un enfant perdu (Mais qu'est-c'qui vous dit ?)
- Un nouveau soleil, un nouveau printemps
- Un petit bout d'amour en plus
- Une chanson bonne à mâcher
- Valentine et Valentin
- Vas-y Paulo !
- Victor
- Ville, foutue ville
- Vous aviez tort ma femme
- Vous qui marchez ce n'est pas la faute aux poètes

### Albums
- 1997 : Temps forts[9].

### En peinture
- Abstraction, huile sur toile, 59 × 49 cm[10].

### Expositions
- Chansons couleurs, Europa Gallery, 1989[11].
- Centre d'action laïque du Brabant wallon, Wavre, 1990[12].
- Chansons couleurs, Galerie de Monte Carlo, Charleroi, 1990[13].

#### Livres
: document utilisé comme source pour la rédaction de cet article.
- Jean-Louis Lechat, Un demi-siècle d’aventures t. 2 : 1970 - 1996, Bruxelles, Le Lombard, 5 décembre 1996, 224 p., ill. ; 31 cm (ISBN 280361233X, OCLC 37995939, BNF 37539082, présentation en ligne), p. 42, 70. .

#### Articles
- Denis Ghesquière, « Paul Louka, le directeur du Centre de la chanson de Charleroi, en préavis : L'«Atelier carré» ne tourne pas rond », Le Soir,‎ 31 mai 1997 (lire en ligne , consulté le 27 novembre 2024).
- M. At., « Dernier hommage rendu à Paul Louka », La DH Les Sports+,‎ 29 juillet 2011 (lire en ligne , consulté le 27 novembre 2024).